# Nelson Schonberger
Nelson Schonberger (Remedios de Escalada, 10 de enero de 1986) es un exfutbolista argentino que jugó de portero en el Deportivo Quito de la Serie B de Ecuador.

## Clubes
| Club                   | País      | Año         |
| ---------------------- | --------- | ----------- |
| Deportivo Español      | Argentina | 2004 - 2006 |
| Paraná                 | Argentina | 2007        |
| Claypole               | Argentina | 2008 - 2009 |
| Argentino de Quilmes   | Argentina | 2009 - 2010 |
| Defensores de Belgrano | Argentina | 2010 - 2014 |
| Cipolletti             | Argentina | 2014        |
| Chaco For Ever         | Argentina | 2015        |
| Deportivo Quito        | Ecuador   | 2016        |